# Rungia eberhardtii
Rungia eberhardtii är en akantusväxtart som först beskrevs av R. Ben., och fick sitt nu gällande namn av B. Hansen. Rungia eberhardtii ingår i släktet Rungia och familjen akantusväxter. Inga underarter finns listade i Catalogue of Life.